# 8106 Carpino
8106 Carpino este un asteroid din centura principală de asteroizi.

## Descriere
8106 Carpino este un asteroid din centura principală de asteroizi. A fost descoperit pe 23 decembrie 1994 la Sormano de Marco Cavagna și Piero Sicoli. El prezintă o orbită caracterizată de o semiaxă mare de 2,41 ua, o excentricitate de 0,22 și o înclinație de 9,7° în raport cu ecliptica.